# Jon Spaihts
Jon Spaihts (Nueva York, 4 de febrero de 1970) es un guionista y escritor estadounidense. Es conocido por haber participado en el guion de varias películas de ciencia ficción como Passengers (2016), Dune (2021) y Dune: Parte dos, entre otras.

## Primeros años y educación
Spaihts nació en la Ciudad de Nueva York en Estados Unidos. Es hijo de Jean, programadora computacional y de Jim Spaihts, ingeniero electrónico. Spaihts es un alumno de la Universidad de Princeton, en Nueva Jersey.

## Carrera
Su carrera profesional como guionista cinematográfico comenzó en 2011 con La hora más oscura, dirigida por Chris Gorak y producida por Regency. A este trabajo le siguió Prometheus (2012), concebida como la precuela de Alien, el octavo pasajero y dirigida por Ridley Scott. Su guion en esta película fue más tarde revisado por Damon Lindelof.
En 2013, Spaihts comenzó a trabajar en la historia del remake de la película de 1979 The Black Hole. Los derechos del filme fueron vendidos en un principio a The Weinstein Company, quien propuso a Keanu Reeves y Reese Witherspoon como protagonistas y a Brian Kirk como director. Sin embargo, el proyecto fue después convertido en la película de 2016 Passengers, producida por Original Films, dirigida por Morten Tyldum y protagonizada por Jennifer Lawrence y Chris Pratt.
Después de crear un proyecto de película para Disney llamado Los niños de Marte, Spaihts coescribió el guion de la película de Marvel Studios Doctor Strange. En 2017, colaboró en la historia principal del reboot La momia, dirigida por Alex Kurtzman y producida por Universal.
En 2018, se anunció que Spaihts coescribiría Dune, la adaptación cinematográfica de la novela de ciencia ficción con el mismo nombre escrita por Frank Herbert. El resto del equipo encargado del guion sería compuesto por Eric Roth y por el propio director Denis Villeneuve. Por este trabajo, fue nominado en los Premios Óscar al mejor guion adaptado.
Además, también ha participado en el guion de la secuela de 2024 de esta película, Dune: parte dos.

## Vida personal
Spaihts ha escrito varios libros para The Princeton Review, un servicio de educación. Reside en Venice, California y está casado con la actriz Johanna Watts. Es también fotógrafo.

## Filmografía
| Año  | Título             | Escritor | Productor ejecutivo | Director         | Notas                                                    |
| ---- | ------------------ | -------- | ------------------- | ---------------- | -------------------------------------------------------- |
| 2011 | La hora más oscura | Sí       | No                  | Chris Gorak      |                                                          |
| 2012 | Prometheus         | Sí       | No                  | Ridley Scott     |                                                          |
| 2016 | Doctor Strange     | Sí       | No                  | Scott Derrickson |                                                          |
| 2016 | Passengers         | Sí       | Sí                  | Morten Tyldum    |                                                          |
| 2017 | La momia           | Sí       | No                  | Alex Kurtzman    |                                                          |
| 2021 | Dune               | Sí       | Sí                  | Denis Villeneuve | Nominado - Premio de la Academia al Mejor Guion Adaptado |
| 2024 | Dune: Parte Dos    | Sí       | Sí                  | Denis Villeneuve |                                                          |